# Monmouth (Illinois)
Monmouth ist eine Kleinstadt und Verwaltungssitz des Warren County im Westen des US-amerikanischen Bundesstaates Illinois. Das U.S. Census Bureau hat bei der Volkszählung 2020 eine Einwohnerzahl von 8.902 ermittelt.

## Geografie
Monmouth liegt auf 40°54'42" nördlicher Breite und 90°38'40" westlicher Länge. Die Stadt erstreckt sich über 10,5 km², die sich auf 10,2 km² Land- und 0,3 km² Wasserfläche verteilen.
Monmouth liegt 26,6 km östlich des Mississippi River, der die Grenze nach Iowa bildet. Die Nachbarstadt Galesburg, der Verwaltungssitz des Knox County, liegt 26,9 km im Osten.
In Monmouth treffen der von Nord nach Süd führende U.S. Highway 67, der in Ost-West-Richtung verlaufende U.S. Highway 34 und die Illinois State Route 164 aufeinander. Auch eine Bahnlinie verläuft durch die Stadt.
Von Monmouth sind es 71,4 km in nördlicher Richtung zu den Quad Cities, 319 km in ostnordöstlicher Richtung nach Chicago, Illinois’ Hauptstadt Springfield liegt 195 km in südsüdöstlicher Richtung, St. Louis in Missouri 297 km im Süden und Iowas Hauptstadt Des Moines 312 km im Westen.

## Demografische Daten
Bei der Volkszählung im Jahre 2000 wurde eine Einwohnerzahl von 9841 ermittelt. Diese verteilten sich auf 3688 Haushalte in 2323 Familien. Die Bevölkerungsdichte lag bei 961,0/km². Es gab 3989 Wohngebäude, was einer Bebauungsdichte von 389,6/km² entsprach.
Die Bevölkerung bestand im Jahre 2000 aus 92,7 % Weißen, 2,8 % Afroamerikanern, 0,2 % Indianern, 0,5 % Asiaten und 2,1 % anderen. 1,7 % gaben an, von mindestens zwei dieser Gruppen abzustammen. 4,3 % der Bevölkerung bestand aus Hispanics, die verschiedenen der genannten Gruppen angehörten. Diese Zahl beinhaltet nur die offiziellen Einwohner, daneben gibt es eine hohe Dunkelziffer durch illegale Einwanderer aus Lateinamerika, die auf dem Farmland in der Umgebung der Stadt arbeiten.
23,0 % waren unter 18 Jahren, 17,1 % zwischen 18 und 24, 24,1 % von 25 bis 44, 20,3 % von 45 bis 64 und 15,5 % 65 und älter. Das durchschnittliche Alter lag bei 34 Jahren. Auf 100 Frauen kamen statistisch 88,5 Männer, bei den über 18-Jährigen 85,3.
Das durchschnittliche Einkommen pro Haushalt betrug $33.641, das durchschnittliche Familieneinkommen $41.004. Das Pro-Kopf-Einkommen belief sich auf $15.839. Rund 8,0 % der Familien und 11,1 % der Gesamtbevölkerung lagen mit ihrem Einkommen unter der Armutsgrenze.

## Persönlichkeiten
- Wyatt Earp (1848–1929), Revolverheld
- Ellen Irene Diggs (1906–1998), Soziologin und Anthropologin
- Philip G. Killey (* 1941), Generalmajor der United States Air Force